# Bitume
Pour les articles homonymes, voir Bitume (homonymie).
Le bitume est un matériau présent naturellement dans l'environnement ou pouvant être fabriqué industriellement après distillation de certains pétroles bruts. Il est composé d'un mélange d'hydrocarbures, peut se trouver à l'état liquide ou solide, et a une couleur brunâtre à noirâtre. Le bitume est liquéfiable à chaud et adhère aux supports sur lesquels on l'applique. Il possède un certain nombre de qualités physico-chimiques dont l'être humain a su faire usage depuis la Préhistoire. Dans le langage courant, on le confond souvent avec la poix, le goudron d'origine houillère, ou l'asphalte routier dont il n'est qu'un composant.
Les premiers témoignages de son utilisation remontent à la Préhistoire où il était employé en tant qu'adhésif dans l'industrie lithique (Umm el-Tlel, site localisé en Syrie centrale et daté du Paléolithique moyen). À partir du Néolithique, ses utilisations se sont diversifiées, notamment au Proche et Moyen-Orient, et ses techniques se sont enrichies. Il fut utilisé comme imperméabilisant pour les paniers puis pour les céramiques, calfatant pour les bateaux de rivière ou de mer, mortier de construction, comme peinture et comme remède à diverses maladies en médecine.
Les techniques employées de nos jours relèvent des sciences modernes et ne remontent pas avant le XVIIIe siècle ; les premiers emplois du bitume artificiel sont à dater quant à eux du milieu du XIXe siècle.

## Les bitumes: des mélanges hydrocarbonés
Les bitumes sont des mélanges d'hydrocarbures à poids moléculaire élevé pouvant appartenir aux trois groupes suivants :
- aliphatique : hydrocarbures à chaîne carbonée ouverte (linéaire ou ramifiée) ;
- naphténique : hydrocarbures cycliques saturés ;
- aromatique : hydrocarbures à structure cyclique et plane non saturée particulièrement stable comme le benzène.

Représentation schématique des deux types de structures de bitumes.

Le groupe oléfinique est rencontré dans certains bitumes craqués.
L’utilisation, comme solvant sélectif, d'un hydrocarbure léger en grand excès, permet de fractionner un bitume en deux parties :
- la partie dissoute — les maltènes — a l'aspect d'une huile visqueuse de couleur foncée ;
- la fraction précipitée — les asphaltènes — est constituée par des corps de poids moléculaire très élevé se présentant sous la forme d'une substance solide et noirâtre.

Il n'y a pas de discontinuité entre maltènes et asphaltènes, le fractionnement obtenu dépendant du solvant employé. On a longtemps utilisé l'éther de pétrole, maintenant remplacé par l’heptane normal.
On constate que les maltènes se comportent comme un fluide parfaitement visqueux (fluide newtonien). La présence des asphaltènes confère aux bitumes des propriétés caractéristiques de l'état colloïdal.
Les asphaltènes ont tendance à absorber la fraction aromatique la plus lourde des maltènes et forment ainsi des corpuscules complexes — les micelles — qui sont en suspension dans une phase continue formée par les maltènes de bas poids moléculaire.
Si les maltènes contiennent suffisamment d'aromatiques pour que les forces d'absorption des asphaltènes soient saturées, les micelles sont complètement mobiles au milieu de la phase dispersante : elles sont peptisées. La solution colloïdale est alors à l'état de sol.
S'il n'y a pas suffisamment d'aromatiques, les micelles s'attirent mutuellement, deviennent moins mobiles et forment un réseau au milieu de la phase intermicellaire. Cette structure, qui confère au bitume des propriétés élastiques, est désignée sous le nom de gel.

## Propriétés physico-chimiques
Les qualités physiques et chimiques du bitume en ont fait un matériau de toute première importance.
Il possède un grand pouvoir agglomérant car il adhère à la majorité des matériaux usuels : pierre, béton, bois, métal, verre.
C'est un excellent isolant thermique et électrique.
Il est léger, ductile et souple. Du point de vue mécanique, il se comporte comme un matériau plastique ou élastique.
Il est insoluble dans l'eau, mais l'on peut en obtenir des solutions dans de nombreux solvants organiques. Il est pratiquement inerte vis-à-vis de la plupart des agents chimiques usuels.
Ses propriétés peu courantes et la complexité de sa composition ont d'abord conduit à introduire des essais empiriques destinés à repérer les différentes variétés obtenues, mais l'importance et la multiplicité des applications qui en sont faites ont ensuite amené producteurs et utilisateurs à l'étudier plus complètement.
Les moyens modernes d'investigation ont permis d'analyser l'influence de la composition sur les propriétés physiques et de s'orienter ainsi vers des qualités répondant mieux aux besoins des utilisateurs. L'étude des propriétés viscoélastiques a permis de comprendre la signification d'essais empiriques utilisés jusqu'alors et de les relier à des notions fondamentales. Elle a également permis le calcul du comportement mécanique des bitumes au même titre que celui des autres matériaux de construction, tels que le béton ou les métaux.

## Bitume naturel et bitume artificiel

### Bitumes naturels: variétés des compositions et des gisements
Le bitume existe à l’état naturel sous forme de résidu d’anciens gisements de pétrole dont les éléments les plus légers ont été éliminés au cours du temps par une sorte de distillation naturelle, les éléments légers étant très volatils à température ambiante. Extrait à ciel ouvert de gisements qui se présentent comme de véritables lacs appelés fosses à bitume, le bitume peut aussi se présenter sous forme de filons en sous-sol. Le plus connu de ces bitumes naturels est le bitume de Trinidad qui relève du premier type de gisement.

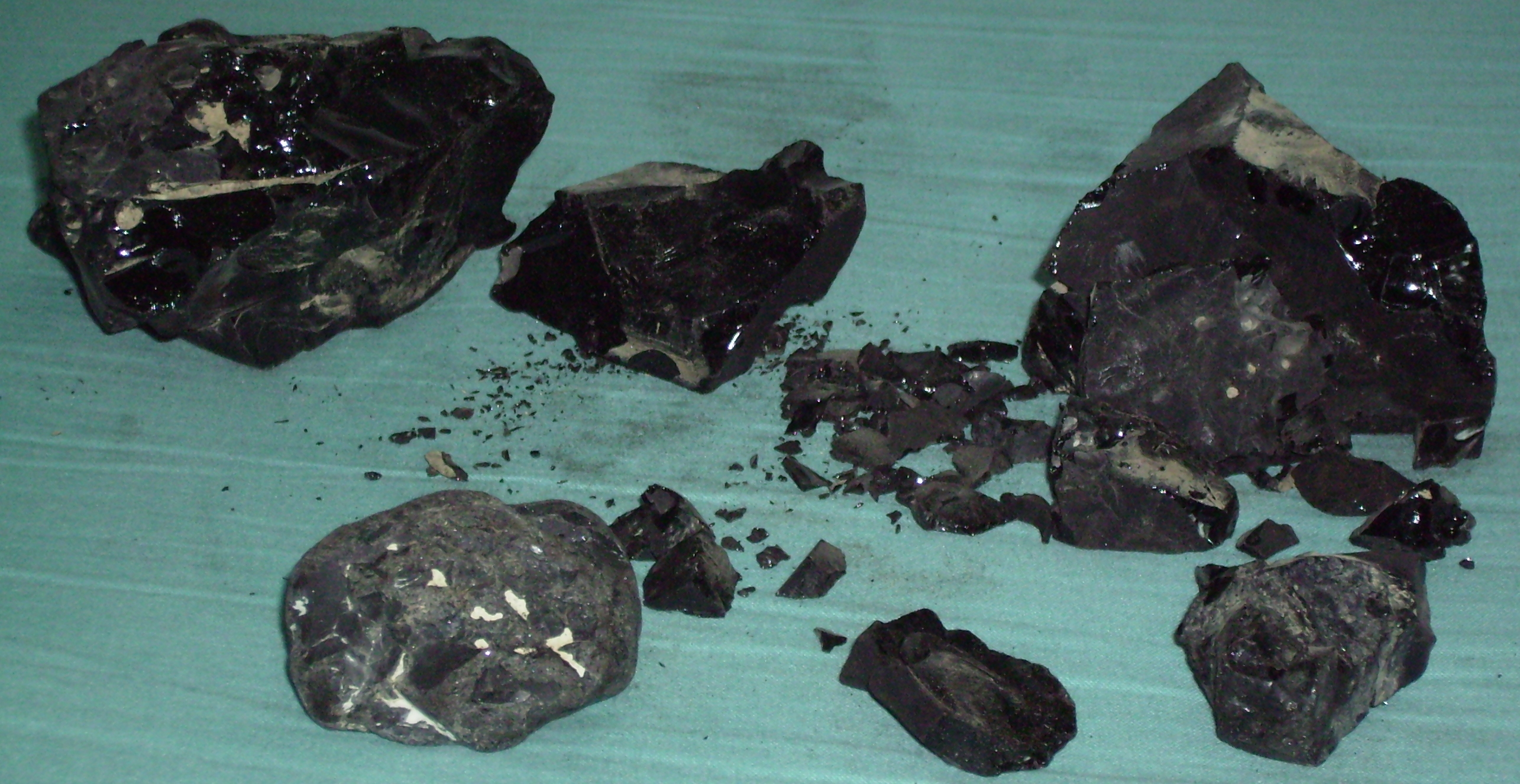
Morceaux de bitume provenant d'un gisement naturel en bordure de la mer Morte.

La production mondiale est très faible puisqu’elle ne dépasse pas 200 000 t.
Les bitumes naturels ne sont guère utilisés que comme ajouts pour certaines utilisations particulières, compte tenu de leurs caractéristiques spécifiques (aptitude à être colorés, effet stabilisateur pour les asphaltes coulés, etc.).
- Bitume de Trinidad épuré : il est extrait par raffinage, il contient une partie minérale, sa masse volumique est voisine de 1,40 g/cm3, la pénétration à 25 °C est comprise entre 1 et 4 dixièmes de millimètre, et la température bille-anneau supérieure à 90 °C. (Le bitume « soluble » a une pénétration standard de 3 à 12 dixièmes de millimètres et une température bille-anneau comprise entre 68 et 78 °C).

- Poudre de Trinidad 50/50 : il s'agit un mélange composé de 50 % de bitume de Trinidad épuré et de 50 % de charge calcaire.

- Gilsonite : il s'agit d'un hydrocarbure naturel, qui se présente sous forme de 0/2. La masse volumique est de 1,05 g/cm3, la pénétration standard est voisine de 0 dixième de millimètre et la température bille-anneau supérieure à 150 °C. Le dosage varie de quelques pour cent à 10 % des granulats secs.

### Bitumes artificiels: productions industrielles

#### Classification
- Bitume brut dérivé du pétrole
Les bruts à bitume sont des bruts lourds venant du Venezuela (Boscan, Bachaquero, Lagunillas et Tia Juana) ou du Moyen-Orient (Safaniya (ou Arabe lourd) et Kuwait).

Ces bitumes comprennent les bitumes purs normalisés (norme NF EN 12591) et les bitumes spéciaux divisés en bitumes de grade « dur » (NF EN 13924) et en bitumes à susceptibilité améliorée.

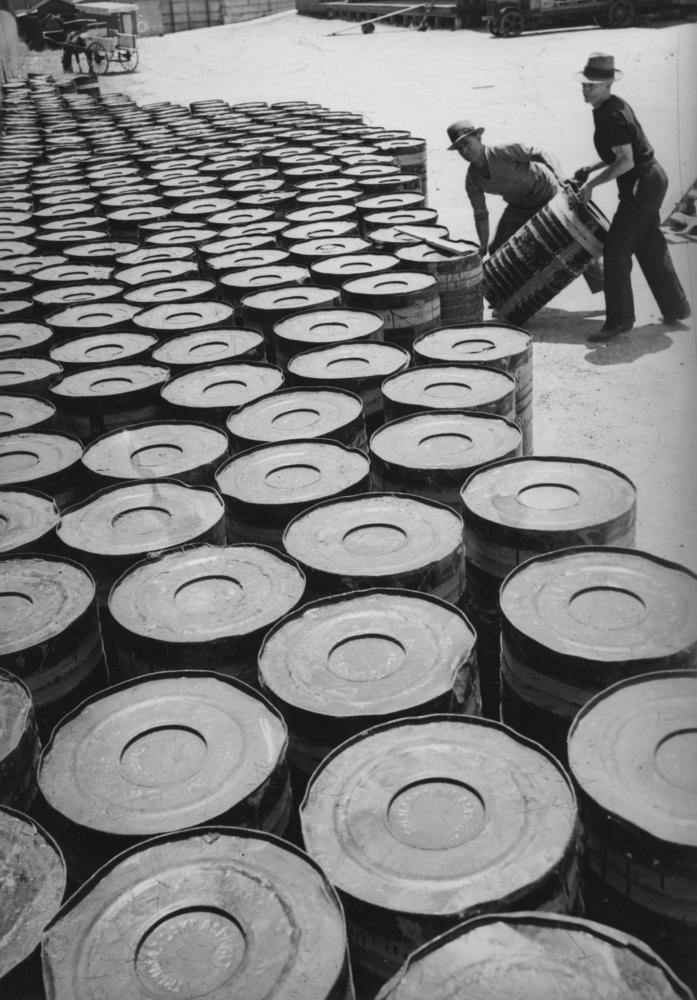
Quelques-uns des 14169 fûts de bitume de Trinidad débarqués à Brisbane (Australie) par le navire Larchbank, en 1938.

- Un bitume fluidifié, ou cut back, est un bitume dont on a réduit la viscosité en lui ajoutant un diluant assez volatil (du pétrole ou du kérosène par exemple).

- Un bitume fluxé est un bitume dont la viscosité a été réduite par l'ajout d'une huile de fluxage.
Les bitumes sont classifiés selon un essai de qualification. Les bitumes purs et les bitumes routiers durs sont classés à l'aide de l'essai de pénétrabilité à l'aiguille, les bitumes industriels durs et les bitumes oxydés avec l'essai de point de ramollissement bille et anneau, les bitumes fluidifiés et les bitumes fluxés selon leur pseudoviscosité mesurée au viscosimètre.
Les domaines d'utilisation sont variables selon les pays. En Europe, la classification est la suivante (les dates des normes mentionnées en référence sont celles de l'adoption de la norme européenne par la France) :
| Type de bitume           | Norme       | Nature de l'essai de qualification      | nb | Classes                                                                        |
| ------------------------ | ----------- | --------------------------------------- | -- | ------------------------------------------------------------------------------ |
| Bitumes purs             | NF EN 12591 | Pénétrabilité à l'aiguille à 25 °C      | 9  | 20-30 ; 30-45 ; 35-50 ; 40-60 ; 50-70 ; 70-100 ; 100-150 ; 160-220 ; 250-330   |
| Bitumes purs             | NF EN 12591 | Pénétrabilité à l'aiguille à 15 °C      | 4  | 250/330 ; 330/430 ; 500/650 ; 650/900                                          |
| Bitumes purs             | NF EN 12591 | Viscosité cinématique à 60 °C           | 4  | V1500 ; V3000 ; V6000 ; V12000                                                 |
| Bitumes routiers durs    | NF EN 13924 | Pénétrabilité à l'aiguille à 25 °C      | 2  | 10/20 ; 15/25.                                                                 |
| Bitumes industriels durs | NF EN 13305 | Point de ramollissement bille et anneau | 5  | H80/90 ; H85/95 ; H90/100 ; H100/110 ; H155/165.                               |
| Bitumes oxydés           | NF EN 13304 | Point de ramollissement bille et anneau | 8  | 85/25 ; 85/40 ; 95/25 ; 95/35 ; 100/40 ; 105/35 ; 110/30 ; 115/15.             |
| Bitumes fluidifiés       | XP T 65-002 | Pseudo-viscosité à 25 °C                | 5  | 0–1 ; 10–15 ; 150–250 ; 400–600 ; 800–1 400.                                   |
| Bitumes fluxés           | XP T 65-003 | Pseudo-viscosité à 25 °C                | 6  | 0–1 ; 10–15 ; 150–250 ; 400–800 ; 800–1 600 ; 1 600–3 200.                     |
| Bitumes modifiés         | NF EN 14023 | Pénétrabilité à l'aiguille à 25 °C      | 10 | 10-40 ; 25-55 ; 45-80 ; 40-100 ; 65-105 ; 75-130 ; 90-150 ; 120-200 ; 200-300. |

#### Fabrication
Les bitumes purs sont fabriqués industriellement à partir de pétrole brut d'où l'on extrait, au préalable, les fractions les plus légères. De la partie restante, constituée par des huiles visqueuses, on sépare un bitume de la dureté désirée. Certaines variétés sont préparées à partir d'une matière de charge craquée, d'autres sont obtenues par oxydation (soufflage).
Les bruts à bitume sont des bruts lourds venant du Venezuela (Boscan, Bachaquero, Lagunillas et Tia Juana) ou du Moyen-Orient (Safaniya (ou Arabe lourd) et Koweït).
Ces bitumes comprennent les bitumes purs normalisés (norme NF EN 12591) et les bitumes spéciaux divisés en bitumes de grade « dur » (NF EN 13924) et en bitumes à susceptibilité améliorée.
Le soufflage : Le bitume se présente comme un système colloïdal. Mais s'il y a suffisamment de molécules aromatiques dans la partie maltènes, les asphaltènes peuvent alors être floculés. Ce système peut être considéré comme un gel qui confère au bitume ses propriétés élastiques. C'est en particulier le cas des bitumes dits soufflés ou oxydés.
Le bitume sorti tel quel des unités de raffinage est trop mou pour être utilisé pour les revêtements de toiture. Aussi pour le rendre plus dur, on procède à son soufflage. Le procédé est, ni plus ni moins, qu'une déshydrogénation partielle et une polymérisation du bitume avec l'oxygène de l'air. L'alternative est de les additiver avec un polymère spécifique (cf. Bitume modifié).
En effet, en faisant passer l'air à travers le bitume à haute température (240 à 260 °C), il y a déshydrogénation partielle et le dioxygène contenu dans l'air soufflé forme des ponts oxygène avec les chaînes hydrocarbonées, et il se forme des réseaux tridimensionnels par polymérisation. La réaction est plus ou moins exothermique et la température dans la tour de soufflage ne dépasse jamais 300 °C sous peine d'apparition du phénomène de craquage. La dureté obtenue peut être contrôlée par le temps de passage de l'air, car plus il y a de ponts oxygène, plus dur est le bitume.

## Utilisations des bitumes naturels

### Proche-Orient ancien

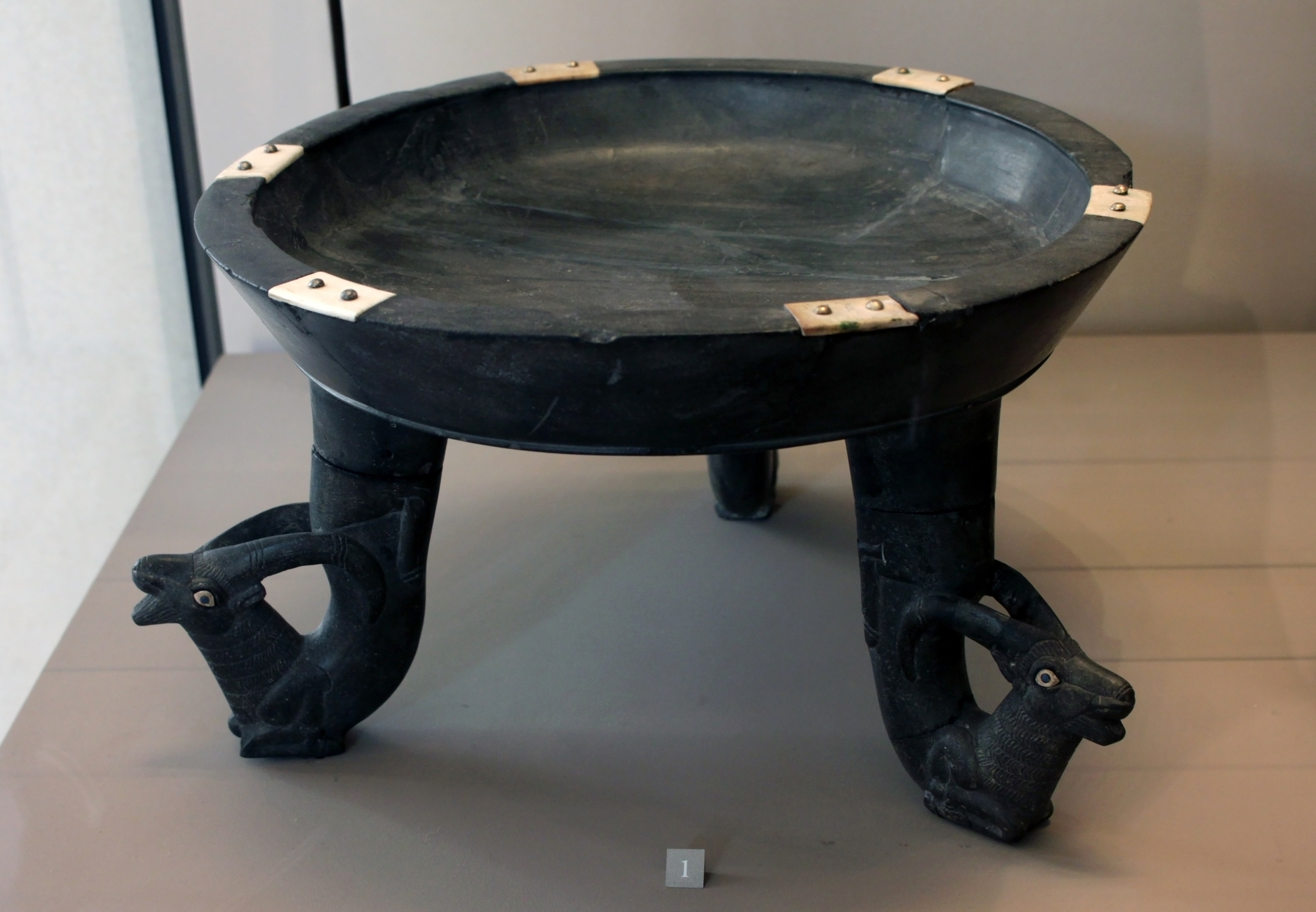
Coupe tripode aux bouquetins. Bitume, bronze, coquille, lapis lazuli ;
H. : 17,50 cm. ; D. : 28 cm. Suse V (2000 à 1940 av. J.-C.).

L'utilisation des bitumes remonte à l'antiquité. Des restes de bitume ayant été employés comme matériau d'étanchéité ont été retrouvés dans le village néolithique d'as-Sabiyah (Koweit) au côté d'artéfacts de la culture d'Obeïd (6500 à 3750 av. J.-C.). Les plus anciennes preuves de son exploitation remontent à 3000 av. J.-C. dans des sources naturelles de la ville de Hit qui devait à l'époque être un centre de l'industrie de l'asphalte. Le bitume sert également à maintenir des incrustations, réaliser des cachets ou pour la décoration,. Des objets sont même réalisés pratiquement intégralement en bitume dans la région de Suse, la capitale de l'Élam.
Du bitume chaud (ἄσφαλτος θερμή / ásphaltos thermḗ) est employé pour sceller les briques de terre cuite dans le mur de Babylone nous dit Hérodote.
Il était connu, à usage d'étanchéité, sous le nom de « bitume de Judée » notamment par les Égyptiens, Hébreux et Sumériens car il existait des affleurements naturels sur les bords de la mer Morte (mais aussi de la mer Caspienne). Il avait déjà de multiples emplois :
- liant ;
- produits pharmaceutiques servant notamment à la conservation des momies égyptiennes et cosmétologiques ;

mais surtout, et ce dans tout le bassin méditerranéen, le calfatage des navires.

### En Europe: l'exploitation des gisements à partir duXVIIesiècle

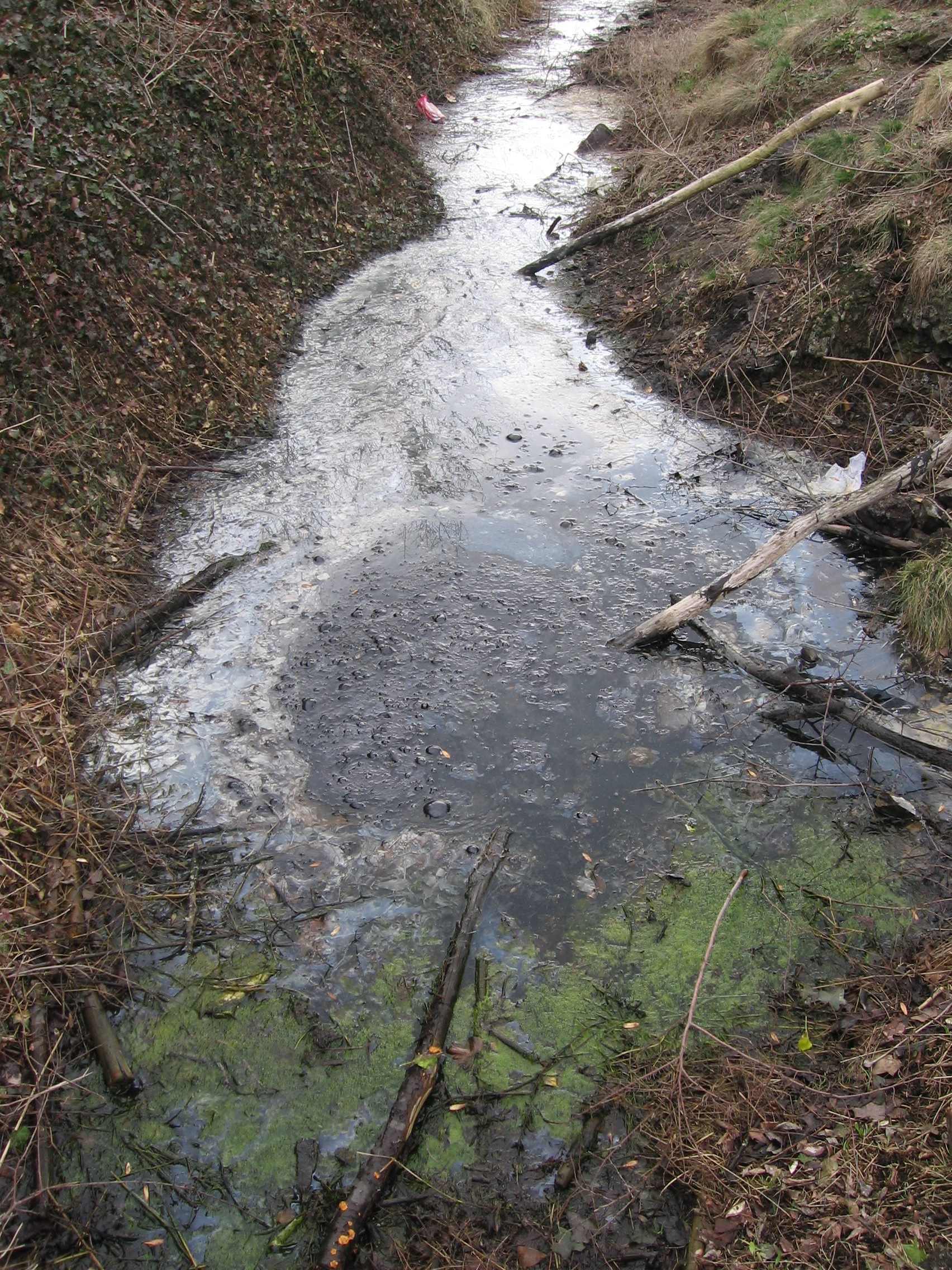
Affleurement bitumeux du Puy de la Poix, Clermont-Ferrand, France.

En 1627, une lettre patente autorisa son exploitation commerciale à Pechelbronn, en Alsace, d'une source qui produisait une « huile de pierre » réputée pour ses propriétés thérapeutiques.
En 1741 fut constituée la première société pétrolière de l'histoire française, pour exploiter à côté de la source une veine de sable bitumineux dont on tirait une graisse apte à remplacer le « vieux oing » et le suif. Le roi Louis XV, conscient de l'intérêt de cette exploitation, la confia par lettre patente du 5 août 1772 à un certain Le Bel. Cette société créera Antar en 1927.
En 1824, c'est grâce au bitume de Judée que Nicéphore Niepce invente la photographie à Saint-Loup-de-Varennes.

## Utilisations des bitumes artificiels
En construction routière, il sert de liant pour la réalisation de matériaux enrobés à chaud, tels que les bétons bitumineux ou les graves bitumes. Il entre également dans la fabrication d'enduits superficiels sous forme d'émulsion ou bien fluidifié par un solvant.
On utilise pratiquement les bitumes ainsi préparés sous trois formes différentes :
- telles quelles ;
- sous forme de cut-backs : bitumes fluidifiés par addition de solvants volatils ;
- sous forme d'émulsion aqueuse ou émulsion de bitume.

La combinaison de ces divers procédés permet d'obtenir une gamme très étendue de produits pouvant répondre aux exigences variées d'utilisations très différentes.
Mélangé avec des éléments fins (comme le sable), il est utilisé comme produit d'étanchéité dans le bâtiment ou le génie civil.
Les caractéristiques physiques des bitumes sont généralement décrites par divers paramètres dont la température de ramollissement (la méthode bille-anneau ou la méthode Kraemer-Sarnow) et la dureté (méthode de la pénétration).
Tous les bitumes sont entièrement dissous par le sulfure de carbone.
Le bitume est transporté en mer sur les bitumiers.
Environ 90 % du bitume produit dans le monde, essentiellement comme déchet de la production de carburant lors du raffinage du pétrole, est utilisé pour la construction routière et le BTP (trottoirs, parkings, terrasses, installations portuaires, aéroports, etc.).
Les consommations par pays ou régions de bitume sont pour cette raison largement proportionnelles à l’importance des réseaux routiers (même si le béton est aussi utilisé dans certains pays) , à leur développement et à la fréquence de leur entretien ou renouvellement. L'Amérique du Nord, avec son immense réseau, vient largement en tête, suivie de l’Europe, où la croissance des échanges commerciaux entraîne une forte demande de développement des infrastructures routières.

En Asie, le bond en avant de l’économie chinoise dope la demande depuis plusieurs années.[réf. souhaitée]
Des usages secondaires anciens tels que l'étanchéité et la protection de coques de bateaux, de bois exposés à l'eau ou la protection des bois de poteaux télégraphiques ont disparu ou sont devenus rares.
Quelques usages spéciaux sont apparus au XXe siècle, justifiés par la grande imperméabilité et la relative inertie physicochimique de ce matériau (qui résiste en revanche mal au feu).
- Des enduits d'étanchéité ont été développés pour l'industrie du bâtiment, et des matériaux d'inertage ou de protection de matériaux toxiques ou radioactifs sont utilisés ou testés dans certaines filières de traitement des déchets.
- Le bitume a été utilisé pour la stabilisation de colis de déchets nucléaires stockés en surface ou immergés en mer (pratique courante selon l'ANDRA dans plusieurs pays durant 40 ans environ, à partir de 1946[13] et en France de 1967 à 1969 au moins (avant l'ouverture du centre de stockage de la Manche à La Hague[13]) et hors immersions liées aux essais nucléaires faits en Polynésie au large de l'atoll de Mururoa et de l'atoll d'Hao[13]. L'inventaire, l'état et la dangerosité des décharges sous-marines de déchets radioactifs devraient, à la suite du Grenelle de la mer être en France précisés et mieux suivis[13]. Selon l'ANDRA, la plupart de ces déchets ont été conditionnés dans une matrice de béton ou de bitume dans des fûts métalliques « conformément aux recommandations de l'AIEA »[14] avant d'être jetés en mer.
- Certaines qualités de bitume sont ainsi étudiées dans le cadre de la préparation d'un éventuel stockage géologique profond de certains déchets toxiques et/ou radioactifs[15]. Les réactions à long terme air-eau-bitume en conditions d'altération chimique et radiochimique ont été étudiées dans des conditions proches de celles de l'interface de contact d'un « colis » bitumé radioactif potentiellement vieilli en phase préliminaire d'entreposage[15]. Le « couplage des facteurs oxygène atmosphérique et irradiation interne (radio-oxydation) » fait l'objet d'une attention particulière au regard des capacités de l'eau à solubiliser et transporter des espèces physiques et organiques (Les molécules organiques (selon la température et le pH du milieu et leur polarité) sont plus ou moins susceptibles d'être lessivées vers l'environnement proche et plus ou moins susceptibles de complexer des radionucléides et de les exporter avec elles dans le champ proche[15]. La lixiviation d'un bitume non-vieilli (ici par une eau dont la qualité chimique était comparable à celle d'une eau en équilibre avec les matériaux de la barrière du stockage géologique) a été comparée avec le vieillissement potentiel du bitume dans ces conditions. Les expérimentations ont montré que l'« altération chimique du bitume » a effectivement permis une lixiviation d'espèces organiques[15]. Les molécules et leur quantité exportées varient selon le pH, la force ionique et la taille de l'interface du matériau exposé à la lixiviation. Si le matériau est de type ciment, les molécules migrantes avec l'eau étaient des acides carboxyliques, des glycols et des composés aromatiques. En contexte aérobie de surface, ces molécules sont biodégradables, mais elles peuvent ne pas l'être en stockage profond[15] (sauf si les micro-organismes biodégradateurs peuvent s'y reproduire, mais des conditions anoxiques (pour limiter la corrosion, le risque d'incendie) et un isolement maximal sont a priori préférées dans ces contextes).

Les expérimentateurs ont conclu que dans ces conditions, la matrice bitume exposée à une altération radio-oxydante est « très sensible au couplage des facteurs oxygène-irradiation qui se traduit par la formation d'espèces oxydées principalement des acides aromatiques. L'étude de matériaux irradiés à faible débit de dose montre que les transferts d'eau sont peu modifiés alors que la solubilisation de matière organique est accrue ».

### Statistiques

Consommation de bitume dans le monde en 2006.

En Europe, les pays les plus gros consommateurs sont la France (3,5 millions de tonnes, données 2007), l'Allemagne, l'Italie et l'Espagne. L'Allemagne est le pays qui consomme le plus de liants modifiés. Le tableau ci-dessous présente la consommation de bitume à usage routier en 2006.

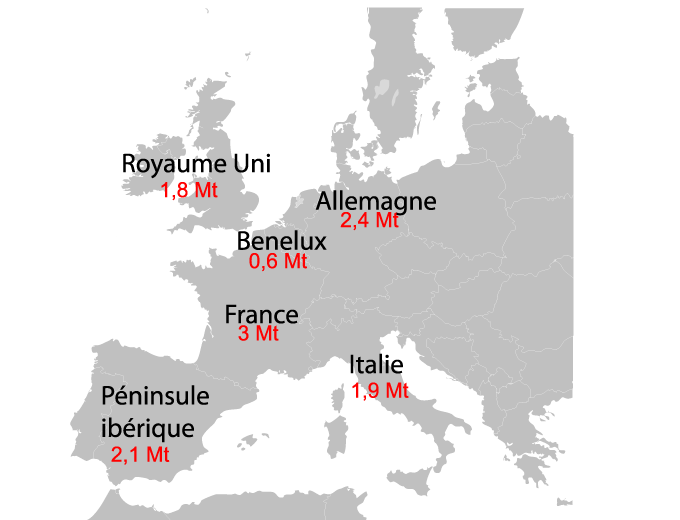
Consommation de bitume à usage routier en Europe en 2006.

| Pays               | Tonnage 2006 (Mt) | % de bitume modifié | Tonnage d'émulsion |
| ------------------ | ----------------- | ------------------- | ------------------ |
| France             | 3                 | <10                 | 1                  |
| Allemagne          | 2,41              | 23                  |                    |
| Italie             | 1,9               | 11                  | 0,081              |
| Espagne            | 1,6               | 12,9                | 0,345              |
| Turquie            | 1,56              | 2,2                 | 0,015              |
| Royaume-Uni        | 1,5               | 7                   | 0,5                |
| Pologne            | 1,45              | 15                  | 0,078              |
| Autriche           | 0,55              | 50                  | 0,1                |
| Suède              | 0,5               | 2                   | 0,05               |
| Portugal           | 0,46              | 4                   |                    |
| République tchèque | 0,45              | 19                  | 0,02               |
| Grèce              | 0,4               | 5                   | 0,015              |
| Pays-Bas           | 0,37              | 7                   | 0,02               |
| Finlande           | 0,29              | 1                   | 0,01               |
| Norvège            | 0,29              |                     | 0,003              |
| Irlande            | 0,27              | 10,2                | 0,02               |
| Suisse             | 0,27              | 10                  |                    |
| Hongrie            | 0,23              | 32,3                | 0,004              |
| Belgique           | 0,22              | 20                  |                    |
| Croatie            | 0,2               | 0                   | 0,012              |
| Danemark           | 0,17              | 5                   | 0,02               |
| Slovaquie          | 0,12              | 12                  |                    |
| Estonie            | 0,08              |                     | 0,002              |
| Luxembourg         | 0,04              |                     |                    |
| Islande            | 0,03              |                     |                    |

### Recherche et développement

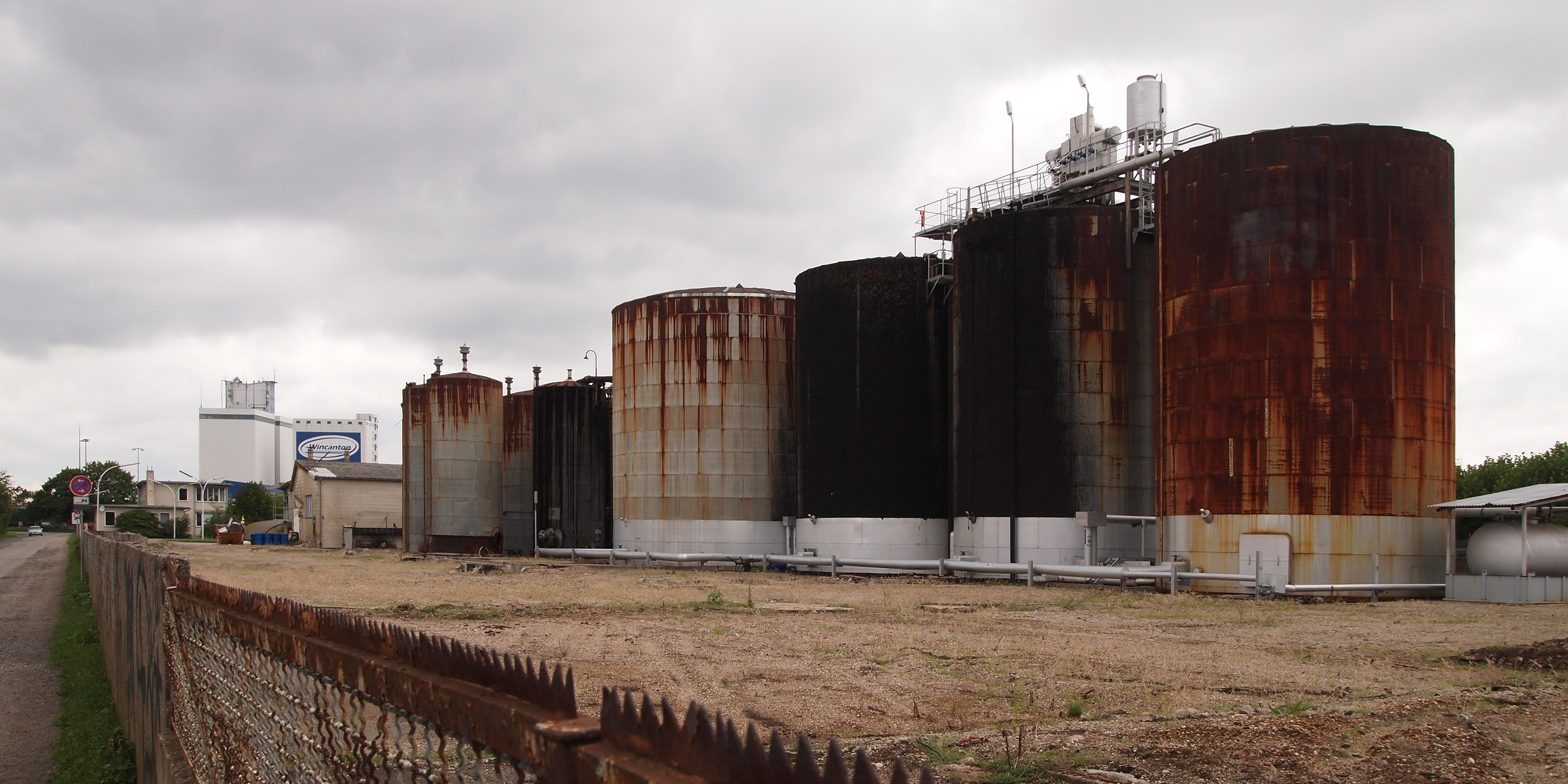
Stockage du bitume.

Depuis 2003, les entreprises routières proposent des techniques qui permettent de diminuer d'environ 50 °C la température à laquelle le bitume est utilisé, améliorant ainsi les conditions de manipulation par le personnel. Son principal avantage réside dans l'économie d'énergie et la réduction des émissions de fumées irritantes (principalement des COV (composés organiques volatils) et des aérosols de molécules hydrocarbonées plus lourdes) avec des économies de l'ordre de 10 à 20 % par rapport à une installation utilisant des techniques classiques. L'utilisation de ces techniques tièdes sur l'ensemble des infrastructures du territoire européen (estimé à 350 millions[citation nécessaire] de tonnes de bitume par an) permettrait une économie de 700 000 tonnes de fioul chaque année, ce qui représente la consommation annuelle en chauffage d'une ville de 2,5 millions d'habitants (exemple de la commune de Paris). Sur le plan environnemental, ce serait une abstention d'émissions de 1,8 million de tonnes de dioxyde de carbone dans l'atmosphère.

## Toxicité, santé environnementale

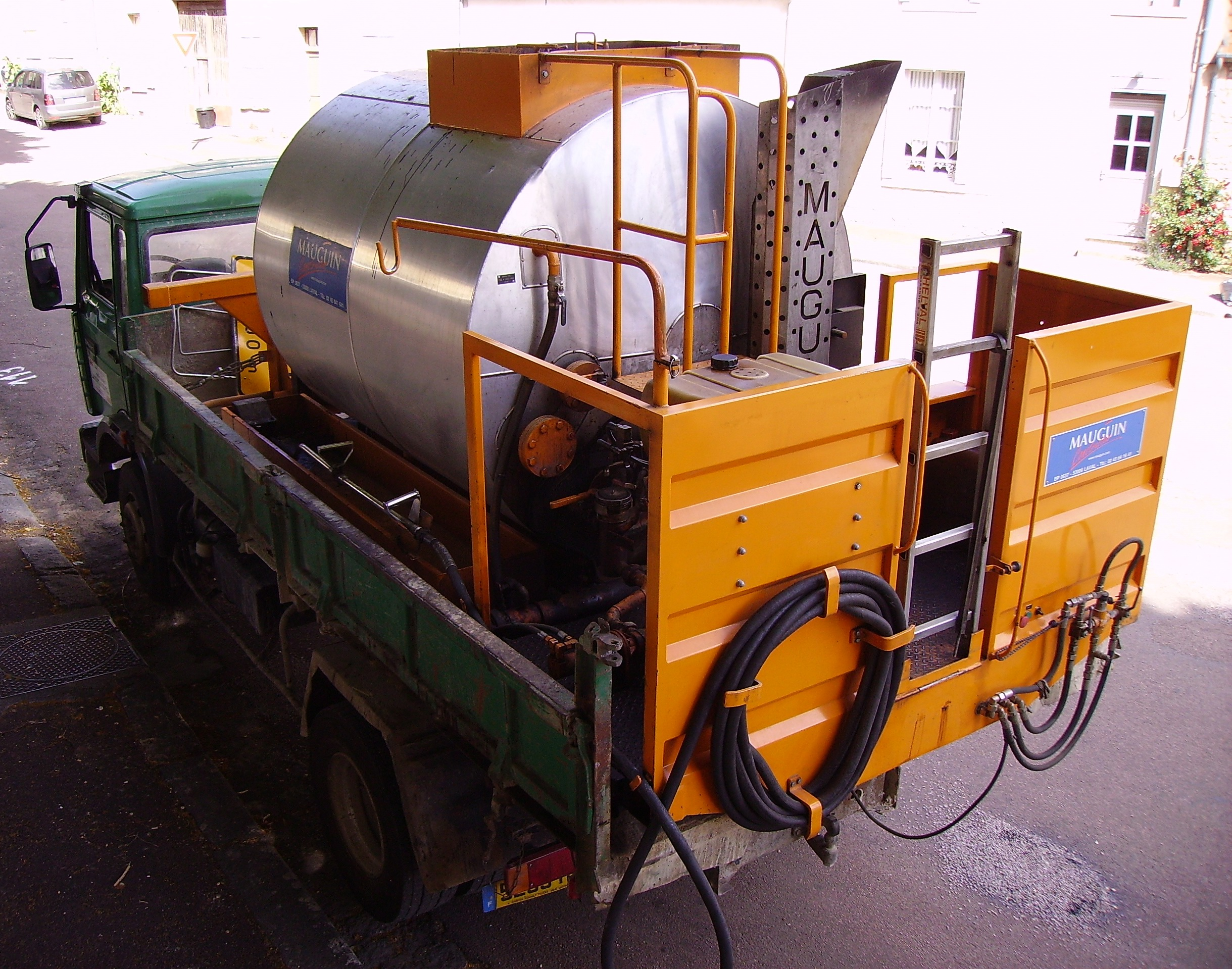
Citerne à bitume calorifugée sur porteur, pour épandage routier.

Les bitumes sont classés par le CIRC en catégorie 3 (inclassable quant à sa toxicité pour l'homme). Certains « extraits de bitume » sont classés 2B par le CIRC (cancérogènes « possibles ») dans le cas de peintures et vernis bitumeux.
En France, l'Afsset a annoncé en 2010 une étude des risques liés à l’usage des bitumes sur la santé des travailleurs de la route. Cette annonce s'est faite peu après un procès opposant une société de travaux publics (Eurovia, filiale du groupe Vinci) et la famille d'un ouvrier mort (en 2008 à l'âge de 56 ans) d'un cancer de la peau. L'étude se basera sur un « recensement complet des données scientifiques existantes », et l'évaluation des risques dans le cadre d’une expertise transdisciplinaire « transparente et indépendante ». Les études actuelles, menées par des organismes publics reconnus tels que le CIRC, n’établissent pas de liens entre exposition au bitume ou à ses fumées et cancer. La médecine du travail française, l’INRS et l’USIRF recommandent notamment aux travailleurs exposés :
- « Le port de vêtements de protection (combinaisons, gants, et dans certains cas masque et lunettes) »[20] ;
- « L’application de mesures d’hygiène élémentaires : disposer de vêtements propres, se laver les mains régulièrement, prendre une douche immédiatement après le travail »[20].

En décembre 2011, alors que d'autres plaintes ont été déposées contre Eurovia et contre le groupe Jean Lefèbvre (autre filiale de Vinci) et la DDE du Doubs[source insuffisante], les experts du comité régional de reconnaissance des maladies professionnelles (CRRMP) de Dijon, sollicités par la cour d'appel de Lyon ont confirmé que le cancer de l'ouvrier d'Eurovia pourrait être lié au bitume, et peut donc être considéré comme ayant une origine professionnelle.

## Calendrier
Dans le calendrier républicain, Bitume était le nom donné au 3e jour du mois de nivôse.